# 夏丘郡
夏丘郡，中国南北朝时设置的郡。
北齐置，治所在夏丘县（今安徽省宿州市泗县）。属潼州，下辖夏丘县、晋陵县。北周沿置，潼州改为宋州，夏丘县、晋陵县合并为晋陵一县。隋朝开皇三年废夏丘郡，晋陵县直属宋州。 